# آرثر جوستين
آرثر جوستين (29 مايو 1856 - 21 أبريل 1930) (بالإنجليزية: Arthur Heath)‏ هو سياسي ولاعب كريكت بريطاني وبريطاني (وحمل سابقاً جنسية المملكة المتحدة لبريطانيا العظمى وأيرلندا) في مركز ظهير ‏.

## وصلات خارجية
- آرثر جوستين على موقع إي آس بي آن كريك إنفو (الإنجليزية)
- آرثر جوستين عل موقع إسبنسكروم (الإنجليزية)